# Helmstorf (Szlezwik-Holsztyn)
Helmstorf – gmina w Niemczech w kraju związkowym Szlezwik-Holsztyn, w powiecie Plön, wchodzi w skład urzędu Lütjenburg..